# Капильдео, Рудранат
Рудранат Капильдео (англ. Rudranath Capildeo; 2 февраля 1920 — 12 мая 1970) — индо-тринидадский политик и доктор математики. Лидер Демократической лейбористской партии (ДЛП) с 1960 по 1969 год и лидером оппозиции в парламенте в 1961—1963 годах, сменив Эшфорда Синанана. Преподаватель математики в Лондонском университете. Выходец из видной семьи индийского происхождения Капильдео. Награждён Крестом Троицы (высшей наградой страны) в 1969 году.

## Биография

### Семья и ранние годы
Капильдео родился в Ананд-Бхаване, Чагуанас, округ Карони, Тринидад и Тобаго в семье пандита Капил Део Дубея, ставшего зависимым договорным рабочим, эмигрировавшим из деревни Махадева Дубей, Махараджгандж, Горакхпур, Северо-Западные провинции, Британская Индия (ныне Уттар-Прадеш, Индия) в 1894 году, и его супруги Суги Гобин. Капильдео был самым младшим ребенком в знаменитой семье Капильдео.
В частности, он был младшим братом политика Симбуната Капильдео, дядей писателей В. С. Найпола (Нобелевского лауреата), Шивы Найпола. Он женился на Рут Гудчайлд в 1944 году, и у них был один сын по имени Руди Капильдео. У него также есть дочь, Анна Сарасвати Гастин Капильдео, 1959 года рождения. 

### Образование
Он получил образование в Королевском колледже королевы в Порт-оф-Спейне, получил стипендию для продолжения обучения в 1938 году. Хотя он покинул Тринидад в 1939 году, чтобы изучать медицину, затем он изменил направление подготовки, сосредоточившись на прикладной математике и физике. Он учился в Лондонском университете, где получил степень бакалавра по математике и физике в 1943 году, степень магистра по математике в 1945 году и степень доктора математической физики в 1948 году. Его диссертация носила название «Проблема изгиба в упругости».

### Научная и педагогическая деятельность
Капильдео читал лекции в Лондонском университете, в том числе в Лондонском университетском колледже и в Уэстфилдском колледже. Он также краткое время преподавал в своей альма-матер (1945) и был директором Политехнического института в Порт-оф-Спейн (1959).
Он стремится к пониманию природы пространства и времени, и это вызвало его интерес к специальной теории относительности Эйнштейна. Его работы привели к появлению нескольких новых теорий, имевших практическое значение в аэродинамике и космонавтике. Помимо «Проблемы изгиба в упругости», следует отметить также исследование по «Теории вращения и гравитации» («Теория Капильдео») в журнале Nature, нашедшее применение в ранних космических экспедициях в 1960-х и 1970-х годах.
Капильдео не только выступил с рядом математических теорий и книгой по векторной алгебре и механике в 1967 году, но и изучал право в Лондоне в 1956 году. Два года спустя он был допущен к практике в качестве адвоката в Тринидаде.

### Политическая карьера
Вхождение Капильдео в большую политику в конце 1950-х объяснялось тем, что политические деятели, создавшие в 1957 году ДЛП, не доверяли друг другу и сошлись на нём, видном представителе островной интеллигенции, как компромиссной фигуре. Возглавив Демократическую лейбористскую партию в 1960 году, он стал лидером оппозиции в парламенте Тринидада и Тобаго (1960—1967).
Его политическая карьера была необычной, так как он был активен только во время избирательных кампаний (в 1961 и 1967 годах) и в летние месяцы. Проведение им последней избирательной кампании накануне предоставления независимости, в 1961 году, также было необычным, начиная с его заявления о том, что, понимая Эйнштейна, он мог «сжать время», необходимое для отмены действий действующих властей.
В январе 1963 году Рудранат Капильдео принял постоянную должность в Лондонском университете, которую пытался совмещать с руководством партией и оппозицией, находясь в Лондоне. Он смог сохранить своё место в парламенте благодаря специальному разрешению спикера палаты представителей Арнольда Томасоса.
В марте того же года Капильдео дал партии, изначально основанной на антисоциалистической платформе, новое кредо — демократический социализм. Это вызвало недовольство партийной верхушки, что привело к перевороту в руководстве партии и назначению Стивена Махараджа (бывшего члена Партии Батлера) в качестве лидера оппозиции, в то время как Капильдео сохранял пост лидера партии. Однако к 1967 году постоянное отсутствие Рудраната Капильдео окончилось тем, что его место было объявлено вакантным.
Наряду с Эриком Уильямсом в качестве премьер-министра они заложили основы независимого Тринидада и Тобаго. Капильдео, среди прочего, отвечал за включение свободы вероисповедания в Конституцию Тринидада и Тобаго.
Центр учебных ресурсов им. Рудраната Капильдео (RCLRC) расположен в деревне МакБин, Кува, Тринидад.